# 富寿神宝

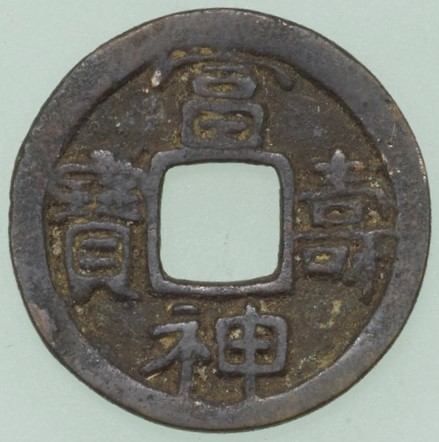
富寿神宝（東京国立博物館所蔵）

富寿神宝（ふじゅしんぽう、旧字体：富壽神󠄀寶）は、嵯峨天皇の弘仁9年（818年）11月から日本で鋳造発行された銭貨（『日本紀略』）。皇朝十二銭の5番目に発行された貨種である。

## 始鋳と流通
独立行政法人造幣局の資料によると、富寿神宝の始鋳年は弘仁9年（818年）、材質は銅、量目2.96g、直径22.8-23.4mm、銅分76.67%である。「富壽神󠄀寶」の銭文は、嵯峨天皇と空海が書いたものとされる。ただ、皇朝十二銭のうち平安遷都後の9貨種は質の低下により文字が不鮮明になるなど安定していない。
『日本紀略』によると富寿神宝は嵯峨天皇の時代の弘仁9年（818年）11月1日に発行された。銅生産の減少と品質低下のため、発行後には「富寿神宝」の銭文が不鮮明でも受け入れるよう指示が出された。